# アダ (ホラント女伯)
アダ（Ada, 1188年ごろ - 1234/37年）は、ホラント女伯（夫ローン伯ルートヴィヒ2世と共治、在位：1203年 - 1207年）。叔父ウィレム1世により追放された。

## 生涯
アダはホラント伯ディルク7世とアーデルハイト・フォン・クレーフェの唯一成人した娘である 。
アダは父の跡を継ぎホラント女伯となったが、すぐに伯位を主張した叔父ウィレム1世に対処しなければならなかった。アダはローン伯ルートヴィヒ2世と結婚し、地位を強化した。急を要していたため、アダは父親が埋葬される前に結婚し、醜聞となった。そしてこの出来事はローン戦争（1203年 - 1206年）の勃発につながった。
アダはすぐにウィレムの支持者に捕らえられ、ライデンの城塞に幽閉された。アダは最初にテセル島に投獄され、その後イングランド王ジョンのもとに連行された。ウィレムは1206年のブルッヘ条約でルートヴィヒとアダをホラント伯および女伯として受け入れなければならなくなった。
ルートヴィヒは1206年にアダを救い出し、夫婦は1207年にローンに戻った。1208年に皇帝オットー4世がウィレムの方にホラント伯の継承権があると見なしたため、アダ夫妻の治世は短命に終わった。
しかしアダは伯領を失ったことを受け入れず、アダとルートヴィヒは戦いを継続した。しかしアダとルートヴィヒの間には子供が生まれないまま、ルートヴィヒは1218年に亡くなり、アダは残りの人生をひっそりと過ごすこととなった。アダはヘルケンローデ修道院の夫の隣に埋葬された。
ホラント伯領の内戦は、フランスとホーエンシュタウフェン家、そしてイングランドとヴェルフ家の間の争いの一部となった。ウィレム1世は、双方をうまく操りホラントを獲得し、ルートヴィヒとアダは主張を放棄せざるを得なかった。プロテスタントの宗教改革までは、歴代ホラント伯にアダは含まれない。